# Văn phòng Nội các (Nhật Bản)

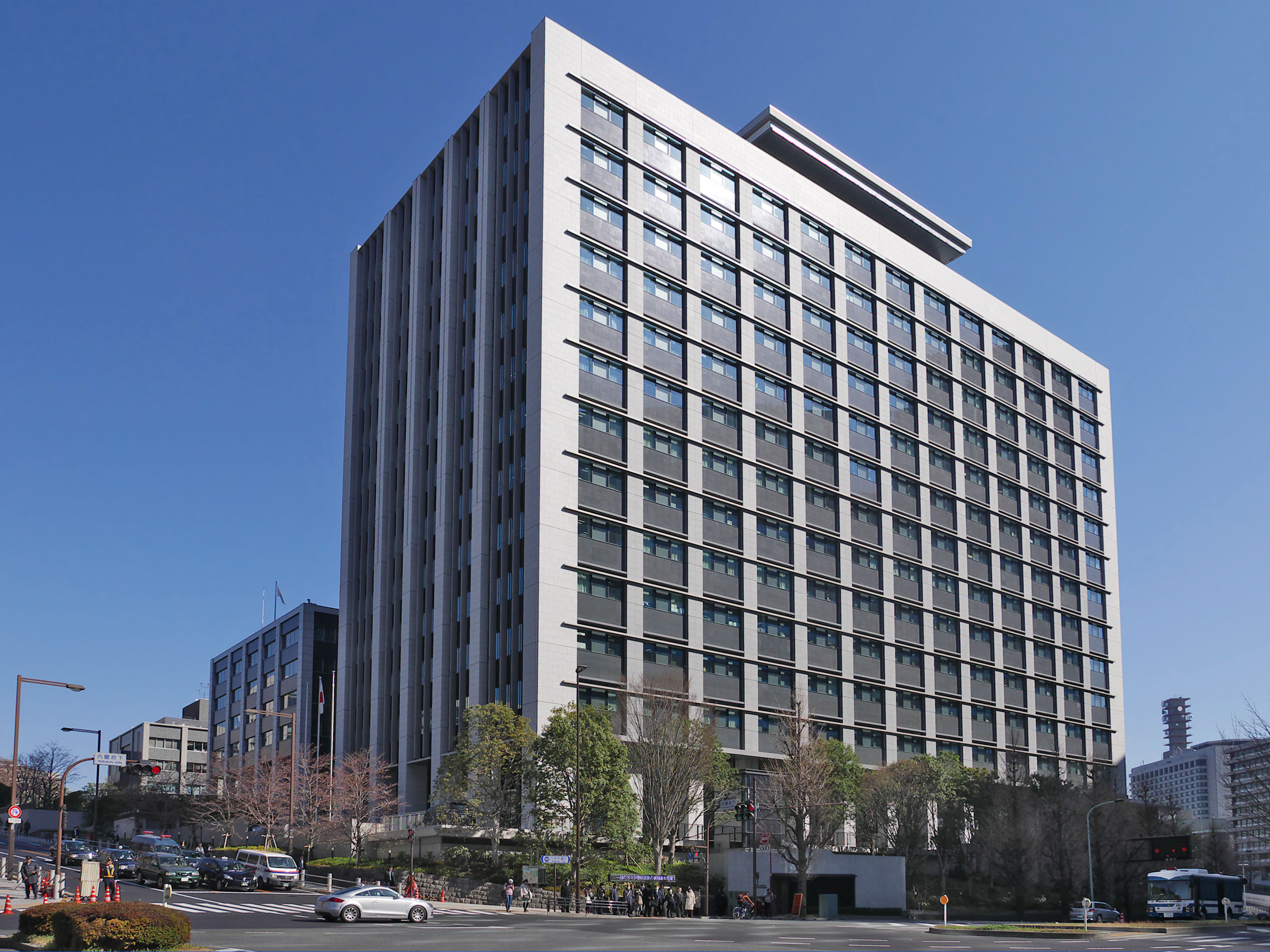
Tòa nhà Chính phủ Trung ương số 8 (Tòa nhà Văn phòng Nội các ở phía bên trái) nơi đặt Văn phòng Nội các Ban Thư ký Bộ trưởng.

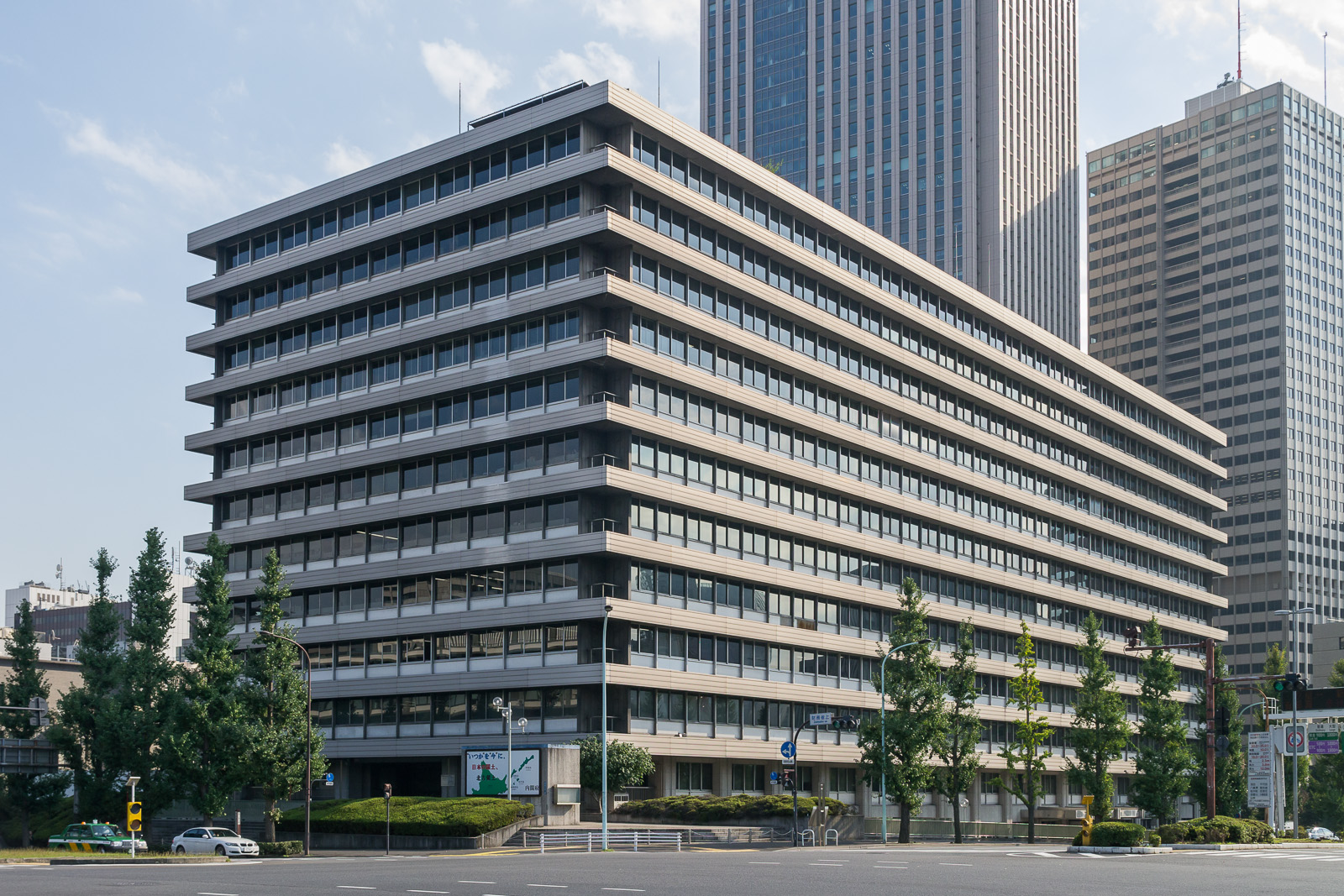
Tòa nhà Chính phủ Trung ương số 4, nơi đặt Văn phòng Nội các, Trụ sở Hợp tác Hòa bình Quốc tế.

Văn phòng Nội các (内閣府 (Nội các phủ) Naikaku-fu) (tiếng Anh: Cabinet Office, viết tắt: CAO) là một cơ quan trong Nội các Nhật Bản. Cơ quan này chịu trách nhiệm xử lý các công việc hàng ngày của Nội các. Văn phòng Nội các chính thức do Thủ tướng đứng đầu.